# Valbergets naturreservat
Valbergets naturreservat är ett naturreservat i Karlshamns kommun i Blekinge län.
Reservatet är skyddat sedan 2024 och omfattar 20 hektar. Det omfattar berget Valberget samt södra stranden av Agnsjön nordost om Karlshamn och nordväst om Hällaryd. Berget kuperade del  domineras av ädellöv- och tallskogar och i läge partier av våtmark.